# های‌سیلیکون
های‌سیلیکون (انگلیسی: HiSilicon) یک شرکت طراحی و تولید نیمه‌هادی‌ها است که در سال ۱۹۹۱ تأسیس شد و به‌عنوان زیرمجموعه‌ای از شرکت فناوری هواوی فعالیت می‌کند. این شرکت در زمینه‌های طراحی و تولید سامانه روی یک تراشه (SoC)، تولید بدون ساخت (Fabless)، و طراحی مدار مجتمع (IC) تخصص دارد و یکی از بزرگ‌ترین شرکت‌های طراحی نیمه‌هادی در چین محسوب می‌شود.
های‌سیلیکون نقش مهمی در توسعه فناوری‌های پیشرفته نیمه‌هادی برای محصولات هواوی، از جمله گوشی‌های هوشمند، تجهیزات شبکه، و دستگاه‌های اینترنت اشیا (IoT) ایفا کرده است.